# جرارد گوهو
جرارد گوهو (انگلیسی: Gerard Gohou؛ زادهٔ ۲۹ دسامبر ۱۹۸۸) بازیکن فوتبال اهل ساحل عاج است که در پست مهاجم بازی می‌کند.
از باشگاه‌هایی که در آن بازی کرده‌است می‌توان به باشگاه فوتبال کراسنودار اشاره کرد.
وی همچنین در تیم ملی فوتبال امید ساحل عاج بازی کرده‌است.